# Hrobka Wratislavů z Mitrowicz (Čimelice)
Hrobka Wratislavů z Mitrowicz (Vratislavů z Mitrovic), případně Wratislavská hrobka, je pohřební kaple stojící uprostřed hřbitova v Čimelicích v okrese Písek. Byla postavena podle plánů architekta Jana Filipa Jöndla v empírovém slohu v roce 1817. Sloužila jako pohřebiště hraběcího rodu Wratislavů z Mitrowicz, který vlastnil Čimelický zámek. Hrobka je památkově chráněná jako součást areálu hřbitova s márnicí a souborem soch. Je v majetku rodu Schwarzenbergů a není veřejně přístupná.

## Historie

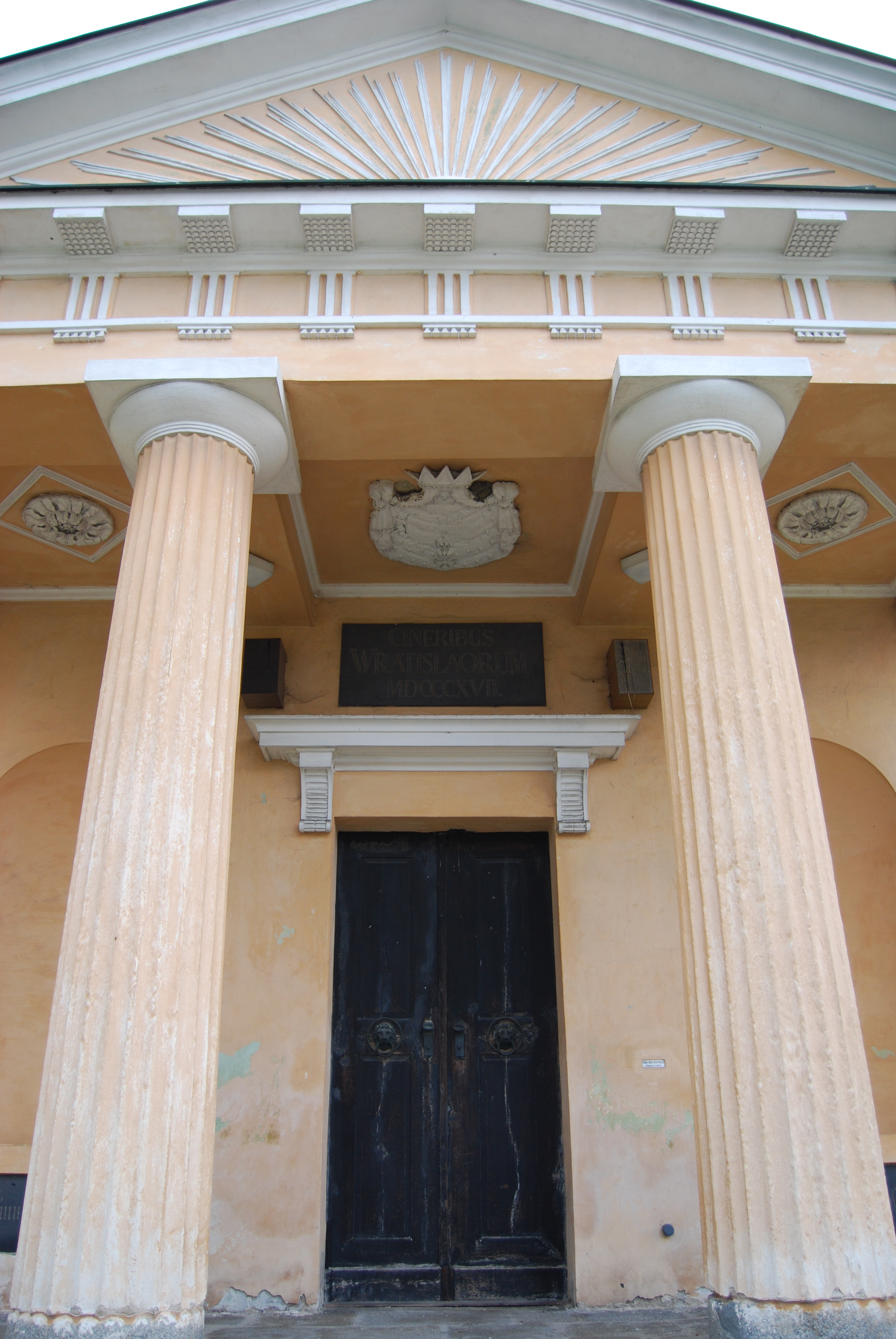
Vstup do pohřební kaple před restaurováním

Čimelice patřily od roku 1685 (nebo 1686) rodu Bissingenů. V roce 1782 je odkázala Apolonie hraběnka Wratislavová z Mitrowicz (1726–1782), vdova po Karlu Gottfriedu z Bissingenu († 1771), svému nejmladšímu bratru Prokopu Wratislavovi z Mitrowicz (1737–1813). Ten je však v roce 1798 (nebo 1797) prodal svému synovci Josefu Antonínu Wratislavovi z Mitrowicz (1764–1830).
Původně se v Čimelicích pohřbívalo kolem kostela Nejsvětější Trojice. V roce 1815 byl v Čimelicích na jih od jádra obce založen nový hřbitov. V jeho středu nechal v roce 1817 majitel panství a nejvyšší maršálek Českého království Josef Antonín Wratislav z Mitrowicz postavit kapli, která sloužila jako rodinná hrobka. Jejím autorem byl Johann Philipp (Jan Filip) Jöndl (1782–1870 nebo 1866), který také vypracoval původní plány Chotkovské hrobky v Nových Dvorech a prováděl stavbu zámku Kačina. V Čimelicích tento architekt v roce 1817 upravoval zámek a v roce 1821 (nebo 1822) přestavěl kostel Nejsvětější Trojice. Plány jeho projektů v Čimelicích jsou uloženy v Státním oblastním archivu v Třeboni.
Josef Antonín Wratislav neměl mužského potomka. Čimelice zdědila jeho manželka Gabriela Des Fours (1771–1840) s podmínkou, že po její smrti připadne čimelické panství nejstarší dceři Josefině (1802–1881), provdané za Karla II. ze Schwarzenbergu (1802–1858). Darovací smlouvou z 21. února 1850 přešel velkostatek na syna tohoto páru Karla III. ze Schwarzenbergu (1824–1904). Hrobku od té doby s výjimkou období komunistické zvůle vlastní rod Schwarzenbergů.
Hrobka byla v druhém desetiletí 21. století (2014) zrestaurována.

## Architektura

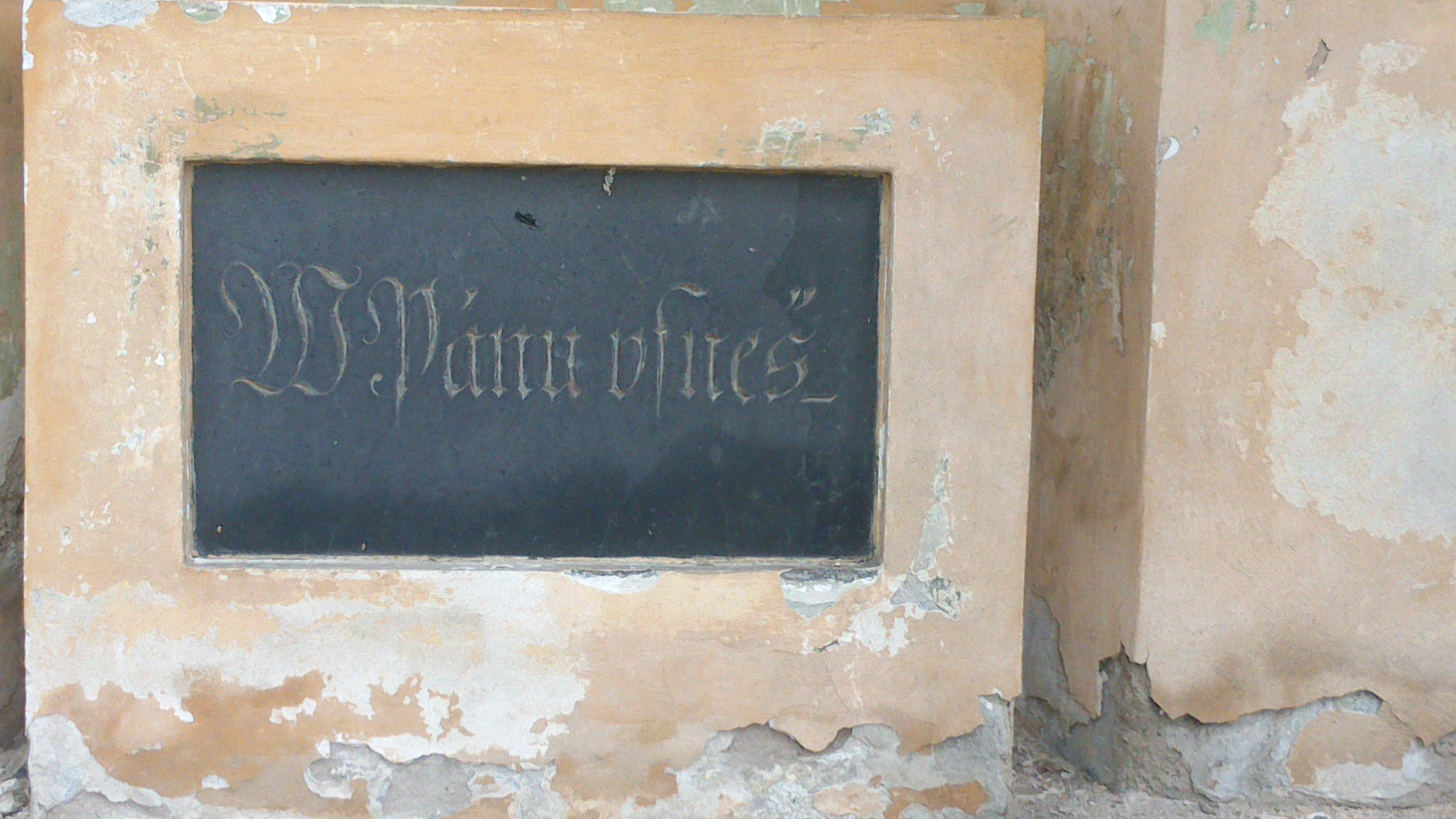
Nápis vlevo

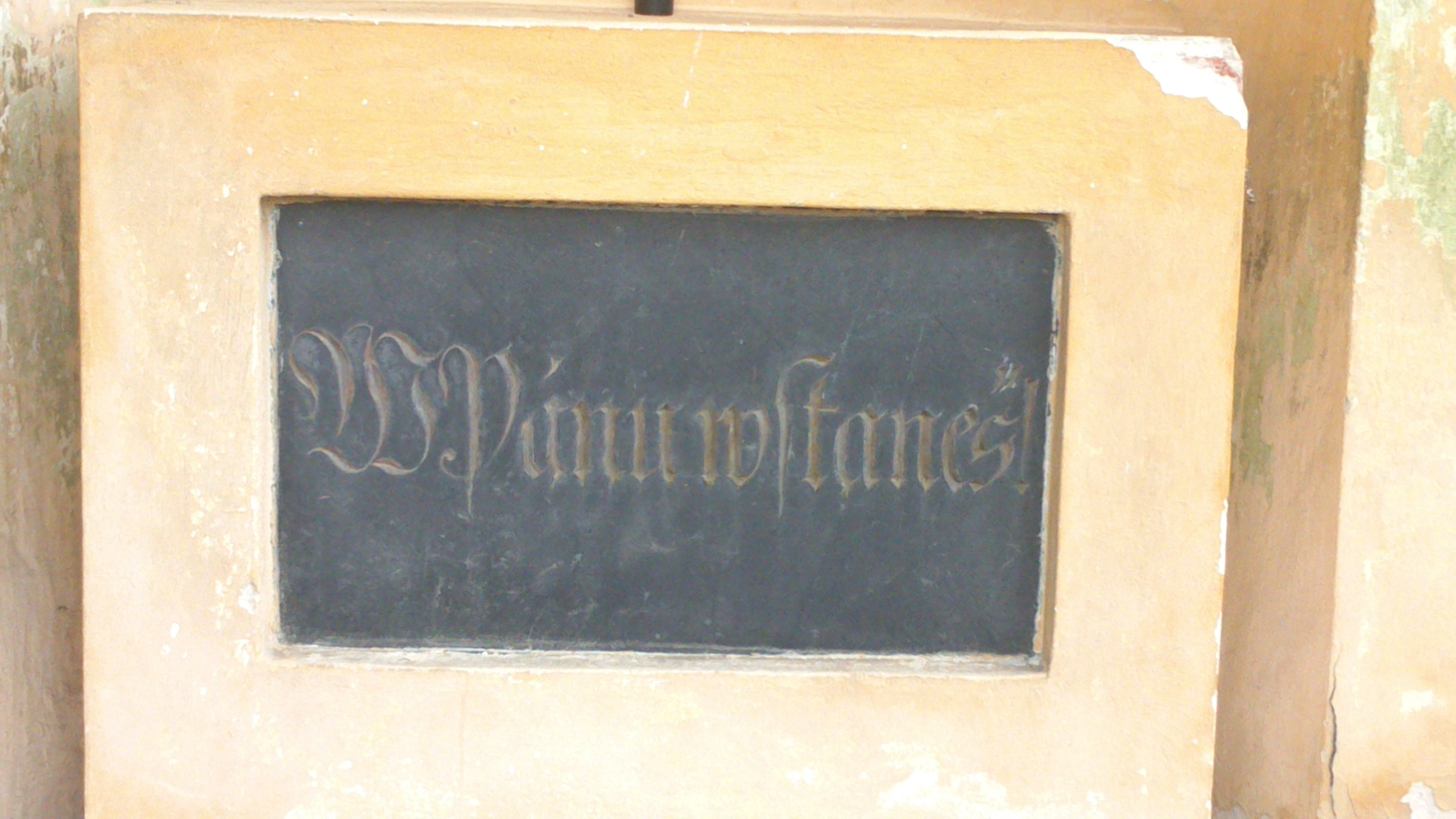
Nápis vpravo

Empírová stavba přísného tvarosloví a vznešených proporcí má dvě podlaží. V dolní části se nachází hrobka a v horní části kaple. Hrobová kaple je řešena jako antický chrám – prostylos. Východnímu průčelí dominuje portikus s předsunutým schodištěm. Dórské sloupy portiku nesou kladí s vlysem a trojúhelný štít (tympanon). Pole štítu zdobí nápis SPES (latinsky naděje), který je vložený do půlkotouče slunce, z něhož radiálně vycházejí paprsky. Římsa kladí navazuje na korunní římsu bočních stěn. Na čelní stěně nad vstupem je nápisová deska s textem:

CINERIBUS 

WRATISLAORUM 

MDCCCXVII.

Nad vstupem na stropě portiku je také plasticky vyvedený wratislavský erb. Dveře zdobí kování v podobě lvích hlav. Vedle vstupu jsou ve stěnách niky s podstavci, na kterých jsou nápisové desky. Vlevo je text W Pánu vsneš – a vpravo W Pánu wstaneš! (V Pánu usneš – v Pánu vstaneš!). Fasády jsou v omítce členěny kvádrováním. Interiér hrobky je osvětlován shora půlkruhovými okny na čtyřbokém nástavci, který se zdvihá ze střechy. Nástavec je zakončen latinským křížem. V interiéru tuto malou věžičku nesou čtyři iónské sloupy.

## Seznam pohřbených
V hrobce bylo pohřbeno šest osob. Sedmá osoba – Gabriela ze Schwarzenbergu (1825–1843) byla v hrobce pochována jen dočasně. Po dostavění novogotické Schwarzenberské hrobky v Orlíku nad Vltavou byly její ostatky převezeny právě tam.

### Chronologicky podle data úmrtí
V tabulce jsou uvedeny základní informace o pohřbených. Fialově jsou vyznačeni příslušníci rodu Wratislavů, žlutě jsou vyznačeni manželé a manželky, pokud zde byli pohřbeni, a příbuzní. Zeleně je označena osoba, která zde byla pohřbena přechodně. Červeně jsou zvýrazněni majitelé Čimelic. Generace jsou počítány od prvního skutečně doložitelného předka Wratislava (Drslava) z Mitrowicz († 1487). U manželů a manželek Wratislavů je generace v závorce a týká se generace chotě.
| Po-řadí | Gene-race          | Jméno pohřbeného                                   | Datum a místo narození                                                  | Otec                                                                                            | Datum a místo sňatku, choť                                                                          | Pohřeb a uložení do hrobky | Poznámky |
| Po-řadí | Gene-race          | Jméno pohřbeného                                   | Datum a místo úmrtí                                                     | Matka                                                                                           | Datum a místo sňatku, choť                                                                          | Pohřeb a uložení do hrobky | Poznámky |
| ------- | ------------------ | -------------------------------------------------- | ----------------------------------------------------------------------- | ----------------------------------------------------------------------------------------------- | --------------------------------------------------------------------------------------------------- | --- | --- |
| 1.      | 9.                 | Prokop Václav Wratislav z Mitrowicz                | 27. 6. 1737                                                             | Jan Josef Wratislav z Mitrowicz 19. 11. 1688 – 25. 10. 1742 Všeradice                           | Barbara Nachbar                                                                                     | Pohřben 21. 4. 1813 v Čimelicích. | Generálmajor (1782), majitel Čimelic (1782–1798), které mu odkázala jeho sestra Apolonie (1726–1782), vdova po Karlu Gottfriedu z Bissingenu. Zemřel ve věku 76 let na sešlost (stáří). |
| 1.      | 9.                 | Prokop Václav Wratislav z Mitrowicz                | 17. 4. 1813 Praha                                                       | Josefa Silvie Markvartová z Hrádku † 20. 5. 1769                                                | Barbara Nachbar                                                                                     | Pohřben 21. 4. 1813 v Čimelicích. | Generálmajor (1782), majitel Čimelic (1782–1798), které mu odkázala jeho sestra Apolonie (1726–1782), vdova po Karlu Gottfriedu z Bissingenu. Zemřel ve věku 76 let na sešlost (stáří). |
| 2.      | 10.                | Josef Antonín Wratislav z Mitrowicz                | 2. 9. 1764                                                              | Jan Nepomuk Vít Václav Wratislav z Mitrowicz 27. 10. 1730 Sedlec – 23. 11. 1813 Praha           | 5. 4. 1799 Praha: Marie Gabriela Valentina des Fours (č. 5)                                         | Pohřben 22. 2. 1830 v hrobce. | C. k. komoří a skutečný tajný rada, nejvyšší zemský komorník (1807–1812) a nejvyšší maršálek Českého království (1812–1830), majitel Čimelic (1798–1830), které odkoupil od svého strýce Prokopa Václava Wratislava z Mitrowicz, dále Tochovic (1815–1830, majetek jeho manželky), Osova a Všeradic na Berounsku (1818–1830), Žďáru nad Sázavou (1826–1830), zakladatel hrobky. Zemřel na souchotiny. |
| 2.      | 10.                | Josef Antonín Wratislav z Mitrowicz                | 17. 2. 1830 Praha nebo Čimelice                                         | Marie Johana (Nepomucena) Anna Malovcová z Malovic a Kosoře 1732 Pardubice – 23. 3. 1799 Prčice | 5. 4. 1799 Praha: Marie Gabriela Valentina des Fours (č. 5)                                         | Pohřben 22. 2. 1830 v hrobce. | C. k. komoří a skutečný tajný rada, nejvyšší zemský komorník (1807–1812) a nejvyšší maršálek Českého království (1812–1830), majitel Čimelic (1798–1830), které odkoupil od svého strýce Prokopa Václava Wratislava z Mitrowicz, dále Tochovic (1815–1830, majetek jeho manželky), Osova a Všeradic na Berounsku (1818–1830), Žďáru nad Sázavou (1826–1830), zakladatel hrobky. Zemřel na souchotiny. |
| 3.      | 11.                | Antonie Wratislavová z Mitrowicz                   | 1806                                                                    | Josef Antonín Wratislav z Mitrowicz (č. 2)                                                      | 22. 4. 1827: František Gyulay (Gyulai) z Maros-Németh a Nádaska (č. 7)                              | Pohřbena 13. 12. 1831 v hrobce. | Dáma Řádu hvězdového kříže a palácová dáma. Zemřela ve věku 25 let na žilní zimnici. |
| 3.      | 11.                | Antonie Wratislavová z Mitrowicz                   | 24. 9. 1831 Vídeň                                                       | Marie Gabriela Valentina Des Fours (č.5)                                                        | 22. 4. 1827: František Gyulay (Gyulai) z Maros-Németh a Nádaska (č. 7)                              | Pohřbena 13. 12. 1831 v hrobce. | Dáma Řádu hvězdového kříže a palácová dáma. Zemřela ve věku 25 let na žilní zimnici. |
| 4.      | 10.                | Jan Vít Wratislav z Mitrowicz                      | 1760                                                                    | Jan Nepomuk Vít Václav Wratislav z Mitrowicz 27. 10. 1730 Sedlec – 23. 11. 1813 Praha           | | Pohřben 13. 12. 1833 v hrobce. | Generálmajor. |
| 4.      | 10.                | Jan Vít Wratislav z Mitrowicz                      | 9. 12. 1833 Praha                                                       | Marie Johana (Nepomucena) Anna Malovcová z Malovic a Kosoře 1732 Pardubice – 23. 3. 1799 Prčice | | Pohřben 13. 12. 1833 v hrobce. | Generálmajor. |
| 5.      | (10.)              | Marie Gabriela Valentina Des Fours                 | 14. 2. 1771 Praha                                                       | František Antonín I. Des Fours 23. 6. 1730 Praha – 25. 3. 1822 Hrubý Rohozec                    | 4. 1. 1792: František Olivier Wallis z Karrighmainu 28. 5. 1769 Praha – 22. 5. 1794 padl ve Francii | Pohřbena 26. 3. 1840 v hrobce. | Narodily se jí následující děti: - 1. Josefina Marie, provd. Schwarzenbergová (1802–1881; pohřbena ve Schwarzenberské hrobce v Orlíku nad Vltavou) - 2. Gabriela Antonie, provd. z Dietrichstein-Proskau (1804–1880; pohřbena v Dietrichsteinské hrobce v Mikulově) - 3. Antonie, provd. Gyulayová (1806–1831; č. 3) |
| 5.      | (10.)              | Marie Gabriela Valentina Des Fours                 | 20. 3. 1840 Praha                                                       | Marie Antonie Czerninová z Chudenic 29. 7. 1744 Praha – 16. 11. 1805 Praha                      | 5. 4. 1799 Praha: Josef Antonín Wratislav z Mitrowicz (č. 2)                                        | Pohřbena 26. 3. 1840 v hrobce. | Narodily se jí následující děti: - 1. Josefina Marie, provd. Schwarzenbergová (1802–1881; pohřbena ve Schwarzenberské hrobce v Orlíku nad Vltavou) - 2. Gabriela Antonie, provd. z Dietrichstein-Proskau (1804–1880; pohřbena v Dietrichsteinské hrobce v Mikulově) - 3. Antonie, provd. Gyulayová (1806–1831; č. 3) |
| 6.      |                    | Gabriela ze Schwarzenbergu                         | 28. 12. 1825 Praha                                                      | Karel II. ze Schwarzenbergu 21. 1. 1802 Vídeň – 25. 6. 1858 Vídeň                               | | Pohřbena 29. 11. 1843 v hrobce v Čimelicích. Její ostatky byly 20. 10. 1864 převezeny do Schwarzenberské hrobky v Orlíku nad Vltavou. Bylo přáním její matky Josefiny, aby byly pohřbeny vedle sebe.                      | Vnučka Josefa Antonína Wratislava z Mitrowicz (č. 2). Zemřela ve věku 17 let na žilní mrtvici v následku žilní zimnice. |
| 6.      | 26. 11. 1843 Orlík | Gabriela ze Schwarzenbergu                         | Josefina Wratislavová z Mitrowicz 16. 4. 1802 Praha – 17. 4. 1881 Praha |                                                                                                 | | Pohřbena 29. 11. 1843 v hrobce v Čimelicích. Její ostatky byly 20. 10. 1864 převezeny do Schwarzenberské hrobky v Orlíku nad Vltavou. Bylo přáním její matky Josefiny, aby byly pohřbeny vedle sebe.                      | Vnučka Josefa Antonína Wratislava z Mitrowicz (č. 2). Zemřela ve věku 17 let na žilní mrtvici v následku žilní zimnice. |
| 7.      | (11.)              | František Gyulay (Gyulai) z Maros-Németh a Nádaska | 1. nebo 3. září 1798 Pešť                                               | Ignác Gyulay z Maros-Németh a Nádaska 11. 9. 1763 Hermannstadt – 11. 11. 1831 Vídeň             | 22. 4. 1827: Antonie Wratislavová z Mitrowicz (č. 3)                                                | Církevní obřad – oficiální rozloučení se konalo 24. 9. 1868 ve farním kostele sv. Jana na vídeňském předměstí Leopoldstadt, zádušní mše se konala 26. 9. v témže kostele, do hrobky v Čimelicích byl pohřben 26. 9. 1868. | Pocházel ze staré sedmihradské šlechtické rodiny. C. k. komoří, skutečný tajný rada a polní zbrojmistr, nositel komandérského kříže Královského uherského řádu sv. Štěpána a velkokříže Leopoldova řádu, rytíř Řádu zlatého rouna (č. 961; 1853). V roce 1859 byl vrchním velitelem rakouských armád v Itálii během rakousko-francouzsko-sardinské války. Zemřel na vysílení (vyčerpání organismu). V roce 1866 adoptoval svého synovce barona Leopolda Edelsheima (1826–1893), který byl též generálem v rakouské armádě a od roku 1882 užíval jméno Edelsheim-Gyulay. |
| 7.      | (11.)              | František Gyulay (Gyulai) z Maros-Németh a Nádaska | 21. 9. 1868 Vídeň, Praterstraße č. 59                                   | Marie z Edelsheimu                                                                              | 22. 4. 1827: Antonie Wratislavová z Mitrowicz (č. 3)                                                | Církevní obřad – oficiální rozloučení se konalo 24. 9. 1868 ve farním kostele sv. Jana na vídeňském předměstí Leopoldstadt, zádušní mše se konala 26. 9. v témže kostele, do hrobky v Čimelicích byl pohřben 26. 9. 1868. | Pocházel ze staré sedmihradské šlechtické rodiny. C. k. komoří, skutečný tajný rada a polní zbrojmistr, nositel komandérského kříže Královského uherského řádu sv. Štěpána a velkokříže Leopoldova řádu, rytíř Řádu zlatého rouna (č. 961; 1853). V roce 1859 byl vrchním velitelem rakouských armád v Itálii během rakousko-francouzsko-sardinské války. Zemřel na vysílení (vyčerpání organismu). V roce 1866 adoptoval svého synovce barona Leopolda Edelsheima (1826–1893), který byl též generálem v rakouské armádě a od roku 1882 užíval jméno Edelsheim-Gyulay. |

### Příbuzenské vztahy pohřbených
Následující schéma znázorňuje příbuzenské vztahy. Červeně orámovaní byli pohřbeni v hrobce, arabské číslice odpovídají pořadí úmrtí podle předchozí tabulky. Římské číslice představují pořadí manžela nebo manželky, pokud někdo uzavřel sňatek více než jednou. Zeleně je vyznačena Apolonie Wratislavová, která po manželovi zdědila Čimelice. Modře je vyznačen Karel III. ze Schwarzenbergu, který se stal po Wratislavech z Mitrowicz majitelem Čimelic v roce 1850. Vzhledem k účelu schématu se nejedná o kompletní rodokmen Wratislavů.
|                                                             |                                                             |                                                             |                                                             |                                                             |                                                             | Jan Josef Wratislav z Mitrowicz 1688–1742 | Jan Josef Wratislav z Mitrowicz 1688–1742 | Jan Josef Wratislav z Mitrowicz 1688–1742 | Jan Josef Wratislav z Mitrowicz 1688–1742 | Jan Josef Wratislav z Mitrowicz 1688–1742         | Jan Josef Wratislav z Mitrowicz 1688–1742         |                                                   |                                                   |                                                   |                                                   |                                             |                                             | Josefa Silvie Markvartová z Hrádku † 1769                          | Josefa Silvie Markvartová z Hrádku † 1769                          | Josefa Silvie Markvartová z Hrádku † 1769                          | Josefa Silvie Markvartová z Hrádku † 1769                          | Josefa Silvie Markvartová z Hrádku † 1769                          | Josefa Silvie Markvartová z Hrádku † 1769                          |                                     |                                     |                                                     |                                                     |                                                     |                                                     |                                                     |                                                     |                                                        |                                                        |                                                          |                                                          |                                                          |                                                          |                                                          |                                                          |                                               |                                               |                                                    |                                                    |                                                    |                                                    |                                                    |                                                    |                                                  |                                                  |                                                        |                                                        |                                                        |                                                        |                                                        |                                                        |                 |                 |                 |                 |                 |                 |  |  |                                                  |                                                  |                                                  |                                                  |                                                  |                                                  |  |  |                                                  |                                                  |                                                  |                                                  |                                                  |                                                  |  |  |                                  |                                  |                                  |                                  |                                  |                                  |  |  |
|                                                             |                                                             |                                                             |                                                             |                                                             |                                                             | Jan Josef Wratislav z Mitrowicz 1688–1742 | Jan Josef Wratislav z Mitrowicz 1688–1742 | Jan Josef Wratislav z Mitrowicz 1688–1742 | Jan Josef Wratislav z Mitrowicz 1688–1742 | Jan Josef Wratislav z Mitrowicz 1688–1742         | Jan Josef Wratislav z Mitrowicz 1688–1742         |                                                   |                                                   |                                                   |                                                   |                                             |                                             | Josefa Silvie Markvartová z Hrádku † 1769                          | Josefa Silvie Markvartová z Hrádku † 1769                          | Josefa Silvie Markvartová z Hrádku † 1769                          | Josefa Silvie Markvartová z Hrádku † 1769                          | Josefa Silvie Markvartová z Hrádku † 1769                          | Josefa Silvie Markvartová z Hrádku † 1769                          |                                     |                                     |                                                     |                                                     |                                                     |                                                     |                                                     |                                                     |                                                        |                                                        |                                                          |                                                          |                                                          |                                                          |                                                          |                                                          |                                               |                                               |                                                    |                                                    |                                                    |                                                    |                                                    |                                                    |                                                  |                                                  |                                                        |                                                        |                                                        |                                                        |                                                        |                                                        |                 |                 |                 |                 |                 |                 |  |  |                                                  |                                                  |                                                  |                                                  |                                                  |                                                  |  |  |                                                  |                                                  |                                                  |                                                  |                                                  |                                                  |  |  |                                  |                                  |                                  |                                  |                                  |                                  |  |  |
|                                                             |                                                             |                                                             |                                                             |                                                             |                                                             |                                           |                                           |                                           |                                           |                                                   |                                                   |                                                   |                                                   |                                                   |                                                   |                                             |                                             |                                                                    |                                                                    |                                                                    |                                                                    |                                                                    |                                                                    |                                     |                                     |                                                     |                                                     |                                                     |                                                     |                                                     |                                                     |                                                        |                                                        |                                                          |                                                          |                                                          |                                                          |                                                          |                                                          |                                               |                                               |                                                    |                                                    |                                                    |                                                    |                                                    |                                                    |                                                  |                                                  |                                                        |                                                        |                                                        |                                                        |                                                        |                                                        |                 |                 |                 |                 |                 |                 |  |  |                                                  |                                                  |                                                  |                                                  |                                                  |                                                  |  |  |                                                  |                                                  |                                                  |                                                  |                                                  |                                                  |  |  |                                  |                                  |                                  |                                  |                                  |                                  |  |  |
|                                                             |                                                             |                                                             |                                                             |                                                             |                                                             |                                           |                                           |                                           |                                           |                                                   |                                                   |                                                   |                                                   |                                                   |                                                   |                                             |                                             |                                                                    |                                                                    |                                                                    |                                                                    |                                                                    |                                                                    |                                     |                                     |                                                     |                                                     |                                                     |                                                     |                                                     |                                                     |                                                        |                                                        |                                                          |                                                          |                                                          |                                                          |                                                          |                                                          |                                               |                                               |                                                    |                                                    |                                                    |                                                    |                                                    |                                                    |                                                  |                                                  |                                                        |                                                        |                                                        |                                                        |                                                        |                                                        |                 |                 |                 |                 |                 |                 |  |  |                                                  |                                                  |                                                  |                                                  |                                                  |                                                  |  |  |                                                  |                                                  |                                                  |                                                  |                                                  |                                                  |  |  |                                  |                                  |                                  |                                  |                                  |                                  |  |  |
| František Josef Václav Wratislav z Mitrowicz 1720/1723–1787 | František Josef Václav Wratislav z Mitrowicz 1720/1723–1787 | František Josef Václav Wratislav z Mitrowicz 1720/1723–1787 | František Josef Václav Wratislav z Mitrowicz 1720/1723–1787 | František Josef Václav Wratislav z Mitrowicz 1720/1723–1787 | František Josef Václav Wratislav z Mitrowicz 1720/1723–1787 |                                           |                                           | Kateřina Antonie Anna Jeníková z Bratřic  | Kateřina Antonie Anna Jeníková z Bratřic  | Kateřina Antonie Anna Jeníková z Bratřic          | Kateřina Antonie Anna Jeníková z Bratřic          | Kateřina Antonie Anna Jeníková z Bratřic          | Kateřina Antonie Anna Jeníková z Bratřic          |                                                   |                                                   | Apolonie Wratislavová z Mitrowicz 1726–1782 | Apolonie Wratislavová z Mitrowicz 1726–1782 | Apolonie Wratislavová z Mitrowicz 1726–1782                        | Apolonie Wratislavová z Mitrowicz 1726–1782                        | Apolonie Wratislavová z Mitrowicz 1726–1782                        | Apolonie Wratislavová z Mitrowicz 1726–1782                        |                                                                    |                                                                    | Karel Gottfried z Bissingenu † 1771 | Karel Gottfried z Bissingenu † 1771 | Karel Gottfried z Bissingenu † 1771                 | Karel Gottfried z Bissingenu † 1771                 | Karel Gottfried z Bissingenu † 1771                 | Karel Gottfried z Bissingenu † 1771                 |                                                     |                                                     | Jan Nepomuk Vít Václav Wratislav z Mitrowicz 1730–1813 | Jan Nepomuk Vít Václav Wratislav z Mitrowicz 1730–1813 | Jan Nepomuk Vít Václav Wratislav z Mitrowicz 1730–1813   | Jan Nepomuk Vít Václav Wratislav z Mitrowicz 1730–1813   | Jan Nepomuk Vít Václav Wratislav z Mitrowicz 1730–1813   | Jan Nepomuk Vít Václav Wratislav z Mitrowicz 1730–1813   |                                                          |                                                          | Johana Malovcová z Malovic a Kosoře 1732–1799 | Johana Malovcová z Malovic a Kosoře 1732–1799 | Johana Malovcová z Malovic a Kosoře 1732–1799      | Johana Malovcová z Malovic a Kosoře 1732–1799      | Johana Malovcová z Malovic a Kosoře 1732–1799      | Johana Malovcová z Malovic a Kosoře 1732–1799      |                                                    |                                                    | 1. Prokop Václav Wratislav z Mitrowicz 1737–1813 | 1. Prokop Václav Wratislav z Mitrowicz 1737–1813 | 1. Prokop Václav Wratislav z Mitrowicz 1737–1813       | 1. Prokop Václav Wratislav z Mitrowicz 1737–1813       | 1. Prokop Václav Wratislav z Mitrowicz 1737–1813       | 1. Prokop Václav Wratislav z Mitrowicz 1737–1813       |                                                        |                                                        | Barbara Nachbar | Barbara Nachbar | Barbara Nachbar | Barbara Nachbar | Barbara Nachbar | Barbara Nachbar |  |  | I. Anna Terezie Netolická z Eisenberka 1736–1760 | I. Anna Terezie Netolická z Eisenberka 1736–1760 | I. Anna Terezie Netolická z Eisenberka 1736–1760 | I. Anna Terezie Netolická z Eisenberka 1736–1760 | I. Anna Terezie Netolická z Eisenberka 1736–1760 | I. Anna Terezie Netolická z Eisenberka 1736–1760 |  |  | František Václav Wratislav z Mitrowicz 1721–1779 | František Václav Wratislav z Mitrowicz 1721–1779 | František Václav Wratislav z Mitrowicz 1721–1779 | František Václav Wratislav z Mitrowicz 1721–1779 | František Václav Wratislav z Mitrowicz 1721–1779 | František Václav Wratislav z Mitrowicz 1721–1779 |  |  | II. Marie Anna Deymová ze Stříže | II. Marie Anna Deymová ze Stříže | II. Marie Anna Deymová ze Stříže | II. Marie Anna Deymová ze Stříže | II. Marie Anna Deymová ze Stříže | II. Marie Anna Deymová ze Stříže |  |  |
| František Josef Václav Wratislav z Mitrowicz 1720/1723–1787 | František Josef Václav Wratislav z Mitrowicz 1720/1723–1787 | František Josef Václav Wratislav z Mitrowicz 1720/1723–1787 | František Josef Václav Wratislav z Mitrowicz 1720/1723–1787 | František Josef Václav Wratislav z Mitrowicz 1720/1723–1787 | František Josef Václav Wratislav z Mitrowicz 1720/1723–1787 |                                           |                                           | Kateřina Antonie Anna Jeníková z Bratřic  | Kateřina Antonie Anna Jeníková z Bratřic  | Kateřina Antonie Anna Jeníková z Bratřic          | Kateřina Antonie Anna Jeníková z Bratřic          | Kateřina Antonie Anna Jeníková z Bratřic          | Kateřina Antonie Anna Jeníková z Bratřic          |                                                   |                                                   | Apolonie Wratislavová z Mitrowicz 1726–1782 | Apolonie Wratislavová z Mitrowicz 1726–1782 | Apolonie Wratislavová z Mitrowicz 1726–1782                        | Apolonie Wratislavová z Mitrowicz 1726–1782                        | Apolonie Wratislavová z Mitrowicz 1726–1782                        | Apolonie Wratislavová z Mitrowicz 1726–1782                        |                                                                    |                                                                    | Karel Gottfried z Bissingenu † 1771 | Karel Gottfried z Bissingenu † 1771 | Karel Gottfried z Bissingenu † 1771                 | Karel Gottfried z Bissingenu † 1771                 | Karel Gottfried z Bissingenu † 1771                 | Karel Gottfried z Bissingenu † 1771                 |                                                     |                                                     | Jan Nepomuk Vít Václav Wratislav z Mitrowicz 1730–1813 | Jan Nepomuk Vít Václav Wratislav z Mitrowicz 1730–1813 | Jan Nepomuk Vít Václav Wratislav z Mitrowicz 1730–1813   | Jan Nepomuk Vít Václav Wratislav z Mitrowicz 1730–1813   | Jan Nepomuk Vít Václav Wratislav z Mitrowicz 1730–1813   | Jan Nepomuk Vít Václav Wratislav z Mitrowicz 1730–1813   |                                                          |                                                          | Johana Malovcová z Malovic a Kosoře 1732–1799 | Johana Malovcová z Malovic a Kosoře 1732–1799 | Johana Malovcová z Malovic a Kosoře 1732–1799      | Johana Malovcová z Malovic a Kosoře 1732–1799      | Johana Malovcová z Malovic a Kosoře 1732–1799      | Johana Malovcová z Malovic a Kosoře 1732–1799      |                                                    |                                                    | 1. Prokop Václav Wratislav z Mitrowicz 1737–1813 | 1. Prokop Václav Wratislav z Mitrowicz 1737–1813 | 1. Prokop Václav Wratislav z Mitrowicz 1737–1813       | 1. Prokop Václav Wratislav z Mitrowicz 1737–1813       | 1. Prokop Václav Wratislav z Mitrowicz 1737–1813       | 1. Prokop Václav Wratislav z Mitrowicz 1737–1813       |                                                        |                                                        | Barbara Nachbar | Barbara Nachbar | Barbara Nachbar | Barbara Nachbar | Barbara Nachbar | Barbara Nachbar |  |  | I. Anna Terezie Netolická z Eisenberka 1736–1760 | I. Anna Terezie Netolická z Eisenberka 1736–1760 | I. Anna Terezie Netolická z Eisenberka 1736–1760 | I. Anna Terezie Netolická z Eisenberka 1736–1760 | I. Anna Terezie Netolická z Eisenberka 1736–1760 | I. Anna Terezie Netolická z Eisenberka 1736–1760 |  |  | František Václav Wratislav z Mitrowicz 1721–1779 | František Václav Wratislav z Mitrowicz 1721–1779 | František Václav Wratislav z Mitrowicz 1721–1779 | František Václav Wratislav z Mitrowicz 1721–1779 | František Václav Wratislav z Mitrowicz 1721–1779 | František Václav Wratislav z Mitrowicz 1721–1779 |  |  | II. Marie Anna Deymová ze Stříže | II. Marie Anna Deymová ze Stříže | II. Marie Anna Deymová ze Stříže | II. Marie Anna Deymová ze Stříže | II. Marie Anna Deymová ze Stříže | II. Marie Anna Deymová ze Stříže |  |  |
|                                                             |                                                             |                                                             |                                                             |                                                             |                                                             |                                           |                                           |                                           |                                           |                                                   |                                                   |                                                   |                                                   |                                                   |                                                   |                                             |                                             |                                                                    |                                                                    |                                                                    |                                                                    |                                                                    |                                                                    |                                     |                                     |                                                     |                                                     |                                                     |                                                     |                                                     |                                                     |                                                        |                                                        |                                                          |                                                          |                                                          |                                                          |                                                          |                                                          |                                               |                                               |                                                    |                                                    |                                                    |                                                    |                                                    |                                                    |                                                  |                                                  |                                                        |                                                        |                                                        |                                                        |                                                        |                                                        |                 |                 |                 |                 |                 |                 |  |  |                                                  |                                                  |                                                  |                                                  |                                                  |                                                  |  |  |                                                  |                                                  |                                                  |                                                  |                                                  |                                                  |  |  |                                  |                                  |                                  |                                  |                                  |                                  |  |  |
|                                                             |                                                             |                                                             |                                                             |                                                             |                                                             |                                           |                                           |                                           |                                           |                                                   |                                                   |                                                   |                                                   |                                                   |                                                   |                                             |                                             |                                                                    |                                                                    |                                                                    |                                                                    |                                                                    |                                                                    |                                     |                                     |                                                     |                                                     |                                                     |                                                     |                                                     |                                                     |                                                        |                                                        |                                                          |                                                          |                                                          |                                                          |                                                          |                                                          |                                               |                                               |                                                    |                                                    |                                                    |                                                    |                                                    |                                                    |                                                  |                                                  |                                                        |                                                        |                                                        |                                                        |                                                        |                                                        |                 |                 |                 |                 |                 |                 |  |  |                                                  |                                                  |                                                  |                                                  |                                                  |                                                  |  |  |                                                  |                                                  |                                                  |                                                  |                                                  |                                                  |  |  |                                  |                                  |                                  |                                  |                                  |                                  |  |  |
|                                                             |                                                             |                                                             |                                                             |                                                             |                                                             |                                           |                                           |                                           |                                           | Prokop Wratislav z Mitrowicz                      | Prokop Wratislav z Mitrowicz                      | Prokop Wratislav z Mitrowicz                      | Prokop Wratislav z Mitrowicz                      | Prokop Wratislav z Mitrowicz                      | Prokop Wratislav z Mitrowicz                      |                                             |                                             | 4. Jan Vít Wratislav z Mitrowicz 1760–1833                         | 4. Jan Vít Wratislav z Mitrowicz 1760–1833                         | 4. Jan Vít Wratislav z Mitrowicz 1760–1833                         | 4. Jan Vít Wratislav z Mitrowicz 1760–1833                         | 4. Jan Vít Wratislav z Mitrowicz 1760–1833                         | 4. Jan Vít Wratislav z Mitrowicz 1760–1833                         |                                     |                                     | 2. Josef Antonín Wratislav z Mitrowicz 1764–1830    | 2. Josef Antonín Wratislav z Mitrowicz 1764–1830    | 2. Josef Antonín Wratislav z Mitrowicz 1764–1830    | 2. Josef Antonín Wratislav z Mitrowicz 1764–1830    | 2. Josef Antonín Wratislav z Mitrowicz 1764–1830    | 2. Josef Antonín Wratislav z Mitrowicz 1764–1830    |                                                        |                                                        | 5. Marie Gabriela Valentina Des Fours 1771–1840          | 5. Marie Gabriela Valentina Des Fours 1771–1840          | 5. Marie Gabriela Valentina Des Fours 1771–1840          | 5. Marie Gabriela Valentina Des Fours 1771–1840          | 5. Marie Gabriela Valentina Des Fours 1771–1840          | 5. Marie Gabriela Valentina Des Fours 1771–1840          |                                               |                                               | Marie Terezie Wratislavová z Mitrowicz 1766–1851   | Marie Terezie Wratislavová z Mitrowicz 1766–1851   | Marie Terezie Wratislavová z Mitrowicz 1766–1851   | Marie Terezie Wratislavová z Mitrowicz 1766–1851   | Marie Terezie Wratislavová z Mitrowicz 1766–1851   | Marie Terezie Wratislavová z Mitrowicz 1766–1851   |                                                  |                                                  | Antonín z Thun-Hohensteinu 1754–1840                   | Antonín z Thun-Hohensteinu 1754–1840                   | Antonín z Thun-Hohensteinu 1754–1840                   | Antonín z Thun-Hohensteinu 1754–1840                   | Antonín z Thun-Hohensteinu 1754–1840                   | Antonín z Thun-Hohensteinu 1754–1840                   |                 |                 |                 |                 |                 |                 |  |  |                                                  |                                                  |                                                  |                                                  |                                                  |                                                  |  |  |                                                  |                                                  |                                                  |                                                  |                                                  |                                                  |  |  |                                  |                                  |                                  |                                  |                                  |                                  |  |  |
|                                                             |                                                             |                                                             |                                                             |                                                             |                                                             |                                           |                                           |                                           |                                           | Prokop Wratislav z Mitrowicz                      | Prokop Wratislav z Mitrowicz                      | Prokop Wratislav z Mitrowicz                      | Prokop Wratislav z Mitrowicz                      | Prokop Wratislav z Mitrowicz                      | Prokop Wratislav z Mitrowicz                      |                                             |                                             | 4. Jan Vít Wratislav z Mitrowicz 1760–1833                         | 4. Jan Vít Wratislav z Mitrowicz 1760–1833                         | 4. Jan Vít Wratislav z Mitrowicz 1760–1833                         | 4. Jan Vít Wratislav z Mitrowicz 1760–1833                         | 4. Jan Vít Wratislav z Mitrowicz 1760–1833                         | 4. Jan Vít Wratislav z Mitrowicz 1760–1833                         |                                     |                                     | 2. Josef Antonín Wratislav z Mitrowicz 1764–1830    | 2. Josef Antonín Wratislav z Mitrowicz 1764–1830    | 2. Josef Antonín Wratislav z Mitrowicz 1764–1830    | 2. Josef Antonín Wratislav z Mitrowicz 1764–1830    | 2. Josef Antonín Wratislav z Mitrowicz 1764–1830    | 2. Josef Antonín Wratislav z Mitrowicz 1764–1830    |                                                        |                                                        | 5. Marie Gabriela Valentina Des Fours 1771–1840          | 5. Marie Gabriela Valentina Des Fours 1771–1840          | 5. Marie Gabriela Valentina Des Fours 1771–1840          | 5. Marie Gabriela Valentina Des Fours 1771–1840          | 5. Marie Gabriela Valentina Des Fours 1771–1840          | 5. Marie Gabriela Valentina Des Fours 1771–1840          |                                               |                                               | Marie Terezie Wratislavová z Mitrowicz 1766–1851   | Marie Terezie Wratislavová z Mitrowicz 1766–1851   | Marie Terezie Wratislavová z Mitrowicz 1766–1851   | Marie Terezie Wratislavová z Mitrowicz 1766–1851   | Marie Terezie Wratislavová z Mitrowicz 1766–1851   | Marie Terezie Wratislavová z Mitrowicz 1766–1851   |                                                  |                                                  | Antonín z Thun-Hohensteinu 1754–1840                   | Antonín z Thun-Hohensteinu 1754–1840                   | Antonín z Thun-Hohensteinu 1754–1840                   | Antonín z Thun-Hohensteinu 1754–1840                   | Antonín z Thun-Hohensteinu 1754–1840                   | Antonín z Thun-Hohensteinu 1754–1840                   |                 |                 |                 |                 |                 |                 |  |  |                                                  |                                                  |                                                  |                                                  |                                                  |                                                  |  |  |                                                  |                                                  |                                                  |                                                  |                                                  |                                                  |  |  |                                  |                                  |                                  |                                  |                                  |                                  |  |  |
|                                                             |                                                             |                                                             |                                                             |                                                             |                                                             |                                           |                                           |                                           |                                           |                                                   |                                                   |                                                   |                                                   |                                                   |                                                   |                                             |                                             |                                                                    |                                                                    |                                                                    |                                                                    |                                                                    |                                                                    |                                     |                                     |                                                     |                                                     |                                                     |                                                     |                                                     |                                                     |                                                        |                                                        |                                                          |                                                          |                                                          |                                                          |                                                          |                                                          |                                               |                                               |                                                    |                                                    |                                                    |                                                    |                                                    |                                                    |                                                  |                                                  |                                                        |                                                        |                                                        |                                                        |                                                        |                                                        |                 |                 |                 |                 |                 |                 |  |  |                                                  |                                                  |                                                  |                                                  |                                                  |                                                  |  |  |                                                  |                                                  |                                                  |                                                  |                                                  |                                                  |  |  |                                  |                                  |                                  |                                  |                                  |                                  |  |  |
|                                                             |                                                             |                                                             |                                                             |                                                             |                                                             |                                           |                                           |                                           |                                           |                                                   |                                                   |                                                   |                                                   |                                                   |                                                   |                                             |                                             |                                                                    |                                                                    |                                                                    |                                                                    |                                                                    |                                                                    |                                     |                                     |                                                     |                                                     |                                                     |                                                     |                                                     |                                                     |                                                        |                                                        |                                                          |                                                          |                                                          |                                                          |                                                          |                                                          |                                               |                                               |                                                    |                                                    |                                                    |                                                    |                                                    |                                                    |                                                  |                                                  |                                                        |                                                        |                                                        |                                                        |                                                        |                                                        |                 |                 |                 |                 |                 |                 |  |  |                                                  |                                                  |                                                  |                                                  |                                                  |                                                  |  |  |                                                  |                                                  |                                                  |                                                  |                                                  |                                                  |  |  |                                  |                                  |                                  |                                  |                                  |                                  |  |  |
|                                                             |                                                             |                                                             |                                                             |                                                             |                                                             |                                           |                                           |                                           |                                           | Josefina Marie Wratislavová z Mitrowicz 1802–1881 | Josefina Marie Wratislavová z Mitrowicz 1802–1881 | Josefina Marie Wratislavová z Mitrowicz 1802–1881 | Josefina Marie Wratislavová z Mitrowicz 1802–1881 | Josefina Marie Wratislavová z Mitrowicz 1802–1881 | Josefina Marie Wratislavová z Mitrowicz 1802–1881 |                                             |                                             | Karel II. ze Schwarzenbergu 1802–1858                              | Karel II. ze Schwarzenbergu 1802–1858                              | Karel II. ze Schwarzenbergu 1802–1858                              | Karel II. ze Schwarzenbergu 1802–1858                              | Karel II. ze Schwarzenbergu 1802–1858                              | Karel II. ze Schwarzenbergu 1802–1858                              |                                     |                                     | Gabriela Antonie Wratislavová z Mitrowicz 1804–1880 | Gabriela Antonie Wratislavová z Mitrowicz 1804–1880 | Gabriela Antonie Wratislavová z Mitrowicz 1804–1880 | Gabriela Antonie Wratislavová z Mitrowicz 1804–1880 | Gabriela Antonie Wratislavová z Mitrowicz 1804–1880 | Gabriela Antonie Wratislavová z Mitrowicz 1804–1880 |                                                        |                                                        | Josef František z Dietrichstein-Proskau-Leslie 1798–1858 | Josef František z Dietrichstein-Proskau-Leslie 1798–1858 | Josef František z Dietrichstein-Proskau-Leslie 1798–1858 | Josef František z Dietrichstein-Proskau-Leslie 1798–1858 | Josef František z Dietrichstein-Proskau-Leslie 1798–1858 | Josef František z Dietrichstein-Proskau-Leslie 1798–1858 |                                               |                                               | 3. Antonie Wratislavová z Mitrowicz 1806–1831      | 3. Antonie Wratislavová z Mitrowicz 1806–1831      | 3. Antonie Wratislavová z Mitrowicz 1806–1831      | 3. Antonie Wratislavová z Mitrowicz 1806–1831      | 3. Antonie Wratislavová z Mitrowicz 1806–1831      | 3. Antonie Wratislavová z Mitrowicz 1806–1831      |                                                  |                                                  | 7. František Gyulay z Maros-Németh a Nádaska 1798–1868 | 7. František Gyulay z Maros-Németh a Nádaska 1798–1868 | 7. František Gyulay z Maros-Németh a Nádaska 1798–1868 | 7. František Gyulay z Maros-Németh a Nádaska 1798–1868 | 7. František Gyulay z Maros-Németh a Nádaska 1798–1868 | 7. František Gyulay z Maros-Németh a Nádaska 1798–1868 |                 |                 |                 |                 |                 |                 |  |  |                                                  |                                                  |                                                  |                                                  |                                                  |                                                  |  |  |                                                  |                                                  |                                                  |                                                  |                                                  |                                                  |  |  |                                  |                                  |                                  |                                  |                                  |                                  |  |  |
|                                                             |                                                             |                                                             |                                                             |                                                             |                                                             |                                           |                                           |                                           |                                           | Josefina Marie Wratislavová z Mitrowicz 1802–1881 | Josefina Marie Wratislavová z Mitrowicz 1802–1881 | Josefina Marie Wratislavová z Mitrowicz 1802–1881 | Josefina Marie Wratislavová z Mitrowicz 1802–1881 | Josefina Marie Wratislavová z Mitrowicz 1802–1881 | Josefina Marie Wratislavová z Mitrowicz 1802–1881 |                                             |                                             | Karel II. ze Schwarzenbergu 1802–1858                              | Karel II. ze Schwarzenbergu 1802–1858                              | Karel II. ze Schwarzenbergu 1802–1858                              | Karel II. ze Schwarzenbergu 1802–1858                              | Karel II. ze Schwarzenbergu 1802–1858                              | Karel II. ze Schwarzenbergu 1802–1858                              |                                     |                                     | Gabriela Antonie Wratislavová z Mitrowicz 1804–1880 | Gabriela Antonie Wratislavová z Mitrowicz 1804–1880 | Gabriela Antonie Wratislavová z Mitrowicz 1804–1880 | Gabriela Antonie Wratislavová z Mitrowicz 1804–1880 | Gabriela Antonie Wratislavová z Mitrowicz 1804–1880 | Gabriela Antonie Wratislavová z Mitrowicz 1804–1880 |                                                        |                                                        | Josef František z Dietrichstein-Proskau-Leslie 1798–1858 | Josef František z Dietrichstein-Proskau-Leslie 1798–1858 | Josef František z Dietrichstein-Proskau-Leslie 1798–1858 | Josef František z Dietrichstein-Proskau-Leslie 1798–1858 | Josef František z Dietrichstein-Proskau-Leslie 1798–1858 | Josef František z Dietrichstein-Proskau-Leslie 1798–1858 |                                               |                                               | 3. Antonie Wratislavová z Mitrowicz 1806–1831      | 3. Antonie Wratislavová z Mitrowicz 1806–1831      | 3. Antonie Wratislavová z Mitrowicz 1806–1831      | 3. Antonie Wratislavová z Mitrowicz 1806–1831      | 3. Antonie Wratislavová z Mitrowicz 1806–1831      | 3. Antonie Wratislavová z Mitrowicz 1806–1831      |                                                  |                                                  | 7. František Gyulay z Maros-Németh a Nádaska 1798–1868 | 7. František Gyulay z Maros-Németh a Nádaska 1798–1868 | 7. František Gyulay z Maros-Németh a Nádaska 1798–1868 | 7. František Gyulay z Maros-Németh a Nádaska 1798–1868 | 7. František Gyulay z Maros-Németh a Nádaska 1798–1868 | 7. František Gyulay z Maros-Németh a Nádaska 1798–1868 |                 |                 |                 |                 |                 |                 |  |  |                                                  |                                                  |                                                  |                                                  |                                                  |                                                  |  |  |                                                  |                                                  |                                                  |                                                  |                                                  |                                                  |  |  |                                  |                                  |                                  |                                  |                                  |                                  |  |  |
|                                                             |                                                             |                                                             |                                                             |                                                             |                                                             |                                           |                                           |                                           |                                           |                                                   |                                                   |                                                   |                                                   |                                                   |                                                   |                                             |                                             |                                                                    |                                                                    |                                                                    |                                                                    |                                                                    |                                                                    |                                     |                                     |                                                     |                                                     |                                                     |                                                     |                                                     |                                                     |                                                        |                                                        |                                                          |                                                          |                                                          |                                                          |                                                          |                                                          |                                               |                                               |                                                    |                                                    |                                                    |                                                    |                                                    |                                                    |                                                  |                                                  |                                                        |                                                        |                                                        |                                                        |                                                        |                                                        |                 |                 |                 |                 |                 |                 |  |  |                                                  |                                                  |                                                  |                                                  |                                                  |                                                  |  |  |                                                  |                                                  |                                                  |                                                  |                                                  |                                                  |  |  |                                  |                                  |                                  |                                  |                                  |                                  |  |  |
|                                                             |                                                             |                                                             |                                                             |                                                             |                                                             |                                           |                                           |                                           |                                           |                                                   |                                                   |                                                   |                                                   |                                                   |                                                   |                                             |                                             |                                                                    |                                                                    |                                                                    |                                                                    |                                                                    |                                                                    |                                     |                                     |                                                     |                                                     |                                                     |                                                     |                                                     |                                                     |                                                        |                                                        |                                                          |                                                          |                                                          |                                                          |                                                          |                                                          |                                               |                                               |                                                    |                                                    |                                                    |                                                    |                                                    |                                                    |                                                  |                                                  |                                                        |                                                        |                                                        |                                                        |                                                        |                                                        |                 |                 |                 |                 |                 |                 |  |  |                                                  |                                                  |                                                  |                                                  |                                                  |                                                  |  |  |                                                  |                                                  |                                                  |                                                  |                                                  |                                                  |  |  |                                  |                                  |                                  |                                  |                                  |                                  |  |  |
|                                                             |                                                             |                                                             |                                                             |                                                             |                                                             |                                           |                                           |                                           |                                           | Karel III. ze Schwarzenbergu 1824–1904            | Karel III. ze Schwarzenbergu 1824–1904            | Karel III. ze Schwarzenbergu 1824–1904            | Karel III. ze Schwarzenbergu 1824–1904            | Karel III. ze Schwarzenbergu 1824–1904            | Karel III. ze Schwarzenbergu 1824–1904            |                                             |                                             | Vilemína z Oettingen-Oettingenu a Oettingen-Wallersteinu 1833–1910 | Vilemína z Oettingen-Oettingenu a Oettingen-Wallersteinu 1833–1910 | Vilemína z Oettingen-Oettingenu a Oettingen-Wallersteinu 1833–1910 | Vilemína z Oettingen-Oettingenu a Oettingen-Wallersteinu 1833–1910 | Vilemína z Oettingen-Oettingenu a Oettingen-Wallersteinu 1833–1910 | Vilemína z Oettingen-Oettingenu a Oettingen-Wallersteinu 1833–1910 |                                     |                                     | 6. Gabriela ze Schwarzenbergu 1825–1843             | 6. Gabriela ze Schwarzenbergu 1825–1843             | 6. Gabriela ze Schwarzenbergu 1825–1843             | 6. Gabriela ze Schwarzenbergu 1825–1843             | 6. Gabriela ze Schwarzenbergu 1825–1843             | 6. Gabriela ze Schwarzenbergu 1825–1843             |                                                        |                                                        | I. Anna Marie ze Schwarzenbergu 1830–1848                | I. Anna Marie ze Schwarzenbergu 1830–1848                | I. Anna Marie ze Schwarzenbergu 1830–1848                | I. Anna Marie ze Schwarzenbergu 1830–1848                | I. Anna Marie ze Schwarzenbergu 1830–1848                | I. Anna Marie ze Schwarzenbergu 1830–1848                |                                               |                                               | Arnošt František z Waldstein-Wartenbergu 1821–1904 | Arnošt František z Waldstein-Wartenbergu 1821–1904 | Arnošt František z Waldstein-Wartenbergu 1821–1904 | Arnošt František z Waldstein-Wartenbergu 1821–1904 | Arnošt František z Waldstein-Wartenbergu 1821–1904 | Arnošt František z Waldstein-Wartenbergu 1821–1904 |                                                  |                                                  | II. Marie Leopoldina ze Schwarzenbergu 1833–1909       | II. Marie Leopoldina ze Schwarzenbergu 1833–1909       | II. Marie Leopoldina ze Schwarzenbergu 1833–1909       | II. Marie Leopoldina ze Schwarzenbergu 1833–1909       | II. Marie Leopoldina ze Schwarzenbergu 1833–1909       | II. Marie Leopoldina ze Schwarzenbergu 1833–1909       |                 |                 |                 |                 |                 |                 |  |  |                                                  |                                                  |                                                  |                                                  |                                                  |                                                  |  |  |                                                  |                                                  |                                                  |                                                  |                                                  |                                                  |  |  |                                  |                                  |                                  |                                  |                                  |                                  |  |  |
|                                                             |                                                             |                                                             |                                                             |                                                             |                                                             |                                           |                                           |                                           |                                           | Karel III. ze Schwarzenbergu 1824–1904            | Karel III. ze Schwarzenbergu 1824–1904            | Karel III. ze Schwarzenbergu 1824–1904            | Karel III. ze Schwarzenbergu 1824–1904            | Karel III. ze Schwarzenbergu 1824–1904            | Karel III. ze Schwarzenbergu 1824–1904            |                                             |                                             | Vilemína z Oettingen-Oettingenu a Oettingen-Wallersteinu 1833–1910 | Vilemína z Oettingen-Oettingenu a Oettingen-Wallersteinu 1833–1910 | Vilemína z Oettingen-Oettingenu a Oettingen-Wallersteinu 1833–1910 | Vilemína z Oettingen-Oettingenu a Oettingen-Wallersteinu 1833–1910 | Vilemína z Oettingen-Oettingenu a Oettingen-Wallersteinu 1833–1910 | Vilemína z Oettingen-Oettingenu a Oettingen-Wallersteinu 1833–1910 |                                     |                                     | 6. Gabriela ze Schwarzenbergu 1825–1843             | 6. Gabriela ze Schwarzenbergu 1825–1843             | 6. Gabriela ze Schwarzenbergu 1825–1843             | 6. Gabriela ze Schwarzenbergu 1825–1843             | 6. Gabriela ze Schwarzenbergu 1825–1843             | 6. Gabriela ze Schwarzenbergu 1825–1843             |                                                        |                                                        | I. Anna Marie ze Schwarzenbergu 1830–1848                | I. Anna Marie ze Schwarzenbergu 1830–1848                | I. Anna Marie ze Schwarzenbergu 1830–1848                | I. Anna Marie ze Schwarzenbergu 1830–1848                | I. Anna Marie ze Schwarzenbergu 1830–1848                | I. Anna Marie ze Schwarzenbergu 1830–1848                |                                               |                                               | Arnošt František z Waldstein-Wartenbergu 1821–1904 | Arnošt František z Waldstein-Wartenbergu 1821–1904 | Arnošt František z Waldstein-Wartenbergu 1821–1904 | Arnošt František z Waldstein-Wartenbergu 1821–1904 | Arnošt František z Waldstein-Wartenbergu 1821–1904 | Arnošt František z Waldstein-Wartenbergu 1821–1904 |                                                  |                                                  | II. Marie Leopoldina ze Schwarzenbergu 1833–1909       | II. Marie Leopoldina ze Schwarzenbergu 1833–1909       | II. Marie Leopoldina ze Schwarzenbergu 1833–1909       | II. Marie Leopoldina ze Schwarzenbergu 1833–1909       | II. Marie Leopoldina ze Schwarzenbergu 1833–1909       | II. Marie Leopoldina ze Schwarzenbergu 1833–1909       |                 |                 |                 |                 |                 |                 |  |  |                                                  |                                                  |                                                  |                                                  |                                                  |                                                  |  |  |                                                  |                                                  |                                                  |                                                  |                                                  |                                                  |  |  |                                  |                                  |                                  |                                  |                                  |                                  |  |  |